# 17 жовтня
17 жовтня — 290-й день року (291-й у високосні роки) за григоріанським календарем. До кінця року залишається 75 днів.

## Свята і пам'ятні дні

### Міжнародні
- ООН: Міжнародний день боротьби з бідністю.
- Всесвітній день донорства та трансплантації органів.
- Всесвітній день співу.
- День яскравого одягу.
- Міжнародний день правильних дій при землетрусах.

### Національні
- Аргентина: День лояльності.
- Гаїті: День пам'яті Жана-Жака Дессаліна
- Японія, Окінава: День окінавської соби

### Релігійні
Православ'я:
- Прор. Осії.
- Прмч. Андрія Критського.
- Мчч., безсрр. Косми і Даміана Аравійських і братів їхніх мчч. Леонтія, Анфіма і Євтропія.
- Перенесення мощей прав. Лазаря Чотириденного, єп. Китійського.

## Іменини
✙ Православні: Андрій, Леонтій, Лазар.
✝  Католицькі: Ігнатій.

## Події
- 1113 — споруджено Києво-Михайлівський Золотоверхий собор (зруйновано 1934).
- 1346 — битва при Невілс-Кросі: розгром шотландської армії англійськими військами і полонення Давида II, короля Шотландії.
- 1404 — Папою Римським стає Інокентій VII (у миру — Козімо Джентіле Мільораті); правив по 6 листопада 1406.
- 1604 — німецький астроном Кеплер Йоган почав спостереження найновішої зірки (SN 1604), названої згодом його ім'ям.
- 1660 — Слободищенський трактат — договір між гетьманом Юрієм Хмельницьким та Річчю Посполитою.
- 1702 — Битва під Бердичевом.
- 1855 — англієць Генрі Бессемер запатентував свій процес приготування сталі.
- 1888 — катастрофа під Харковом (Бірки) потягу, яким подорожував російський імператор Олександр III з почтом.
- 1905 — російський імператор Микола II підписав Маніфест про дарування ліберальних свобод і додання Державній думі законодавчих повноважень.
- 1912 — держави-члени Балканської Ліги оголосили війну Османській імперії.
- 1927 — відбувся ІІ Всеукраїнський собор УАПЦ.
- 1967 — у Великій Британії опублікували «Акт про аборт» («Abortion Act»), який започаткував легалізацію в Західній Європі штучного переривання вагітності (вже узаконеного на той час в соціалістичних країнах).
- 1990 — у Києві на площі Жовтневої революції завершилося голодування студентів, які домоглися від Верховної Ради УРСР прийняття постанови про виконання їхніх політичних вимог[2].
- 1990 — офіційна дата виникнення бази IMDb (Internet Movie Database), найбільша у світі база даних і вебсайт про кінематограф (тодішня назва «rec.arts.movies movie database»).
- 1996 — Аслан Масхадов став прем'єр-міністром коаліційного уряду Чеченської Республіки Ічкерія.

## Народились
Дивись також Категорія:Народились 17 жовтня
- 1696 — Август ІІІ Фрідерік, король Польщі і курфюрст Саксонії з 1733 (†1763)
- 1727 — Джон Вілкс (John Wilkes), британський політичний реформатор, мер Лондона.
- 1729 — П'єр Монсиньї, французький композитор, творець французької комічної опери («Дезертир»).
- 1760 — Клод Анрі де Сен-Сімон, французький мислитель, соціолог, граф («Нове християнство»).
- 1770 — Енґель Йоган Християн, німецько-австрійський історик (†1814).
- 1813 — Георг Бюхнер, німецький поет та драматург.
- 1814 — Яків Головацький, український поет, письменник, фольклорист (†1888).
- 1883 — Петро Болбочан, український військовий діяч, полковник Армії УНР, (†1919).
- 1908 — Галина Зак, українська радянська художниця декоративного розпису.
- 1912 — Іван Павло I (до інтронізації —Альберто Лучиані), Папа Римський з 26 серпня по 28 вересня 1978 (один з найкоротших понтіфікатів за всю історію папства)
- 1915 — Артур Міллер, американський драматург. Був одружений з Мерілін Монро.
- 1918 — Рита Гейворт (справжнє ім'я Маргарита Кармен Кансино), американська актриса і танцівниця.
- 1919 — Ісаак Халатников, радянський фізик-теоретик українського походження.
- 1920 — Мігель Делібес Сетьєн, іспанський письменник
- 1933 — Андрій Кушніренко, український композитор, хоровий диригент.
- 1936 — Іван Драч, український письменник, один із засновників РУХу, депутат Верховної Ради
- 1937 — Нонна Суржина, українська оперна співачка, народна артистка СРСР, лауреат Шевченківської премії.
- 1938 — Юрій Скирда, художник кіно, режисер-аніматор (†1994).;
- 1942 — Андріс Андрейко, латиський спортсмен, міжнародний гросмейстер з міжнародних шашок (1966), триразовий чемпіон світу, чотирикратний чемпіон Європи, восьмикратний чемпіон СРСР.
- 1946 — Адам Міхнік, польський громадсько-політичний діяч, журналіст, дисидент.
- 1949 — Оуен Артур, прем'єр-міністр Барбадосу (з 1994 року).
- 1956 —
  - Мей Керол Джемісон, лікарка і колишня астронавтка НАСА, перша афроамериканка, що здійснила політ в космос.
  - Кен Морров[en], американський хокеїст, захисник «Нью-Йорк Айлендерс». Олімпійський чемпіон 1980 року, чотирикратний володар Кубка Стенлі.
- 1962 — Майк Джадж, продюсер, актор, режисер, сценарист, композитор і аніматор; автор мультиплікаційного серіалу «Бівіс і Батхед».
- 1967 — Світлана Мамчур, українська оперна співачка, Народна та Заслужена артистка України.
- 1973 — Наталія Кравченко, українська піаністка, Заслужена артистка України.
- 1974 — Мирослав Слабошпицький, український кінорежисер.
- 1972 — Eminem, американський реп-виконавець (справжнє ім'я — Маршалл Матерс).
- 1979 — Кімі Ряйкконен, фінський автогонщик, чемпіон світу 2007 року з автогонок у класі Формула-1.
- 1980 — Олег Собчук, український рок-музикант, засновник і фронтмен українського рок-гурту СКАЙ.
- 1987 — Степан Рябченко, український художник, скульптор, архітектор.
- 1988 — Сергій Гладир, український баскетболіст, майстер спорту України міжнародного класу.
- 1989 — Олександр Ісаков, український плавець, учасник Літніх Олімпійських ігор 2008 та 2012 років.

## Померли
Дивись також Категорія:Померли 17 жовтня
- 1744 — Джузеппе Гварнері («дель Джезу»), італійський майстер виготовлення смичкових інструментів. Найвидатніший представник родини. Молодший син Джузеппе Гварнері.
- 1786 — Йоганн Людвіг Аберлі, швейцарський художник і живописець, відомий своїми швейцарськими ландшафтами, гравірованими на міді
- 1849 — Фридерик Шопен, польський композитор і піаніст, представник романтизму в музиці.
- 1887 — Густав Роберт Кірхгоф, німецький фізик, що відкрив цезій і рубідій
- 1893 — Дмитро Пильчиков, український громадський і культурний діяч, педагог (*1821). Батько українського фізика Миколи Пильчикова.
- 1934 — Сантьяго Рамон-і-Кахаль, іспанський фізіолог, гістолог, лавреат Нобелевської премії з фізіології або медицини (*1852).
- 1951 — Бернгард Келлерман, німецький письменник і поет.
- 1972 — Турк Брода, канадський хокеїст українського походження.
- 1973 — Інґеборґ Бахман, австрійська письменниця, лібретистка та журналістка.
- 1974 — Томотака Тадзака (Tomotaka Tasaka), японський режисер (*1902).
- 1978 — Жан Амері, австрійський письменник, журналіст, кінокритик, есеїст.
- 1982 — Олексій Мішурин, український оператор і кінорежисер («Королева бензоколонки») (*1912).
- 1996 — Балик Ярослав (Jaroslav Balík), чеський режисер (*1924).
- 1998 — Джоан Гіксон, британська акторка театру, кіно та телебачення.
- 2008 — Урмас Отт, естонський журналіст телебачення і радіо.
- 2012 — Сільвія Марія Крістель, нідерландська модель, акторка, письменниця.